# Joan Pellicé i Palau
Joan Pellicé i Palau (Barcelona, 21 de febrer de 1901 - Barcelona, 29 de gener de 1956) fou un futbolista català de la dècada de 1920.

## Trajectòria
Hàbil extrem dret que formà part de la davantera del gran CE Europa dels anys vint, al costat d'homes com Joan Bordoy, Càndid Mauricio, Manuel Cros i Antoni Alcázar, club amb el qual jugà a primera divisió 16 partits i marcà 4 gols. Fou campió de Catalunya i finalista del Campionat d'Espanya, que l'Europa perdé per 1 a 0 davant l'Athletic Club. Va reforçar el FC Barcelona en dos partits amistosos disputats el 1928 enfront del Ferencvaros hongarès. El 1930 fitxà per la UE Sant Andreu i el 1931 pel FC Martinenc. El 1931 fou objecte un partit d'homenatge per part del seu antic club, l'Europa.
Fou internacional amb la selecció catalana de futbol entre 1917 i 1925.
Un cop retirat fou directiu i secretari tècnic del CE Europa.